# Слепень пятнистокрылый
Слепень пятнистокрылый (лат. Hybomitra stigmoptera) — вид слепней из подсемейства Tabaninae.

## Описание
Длина тела имаго от 15 до 18 мм. Глаза с тремя полосками. Волоски на глаза у самок короткие, у самцов длинные. На темени имеется блестящий треугольник, на котором находится глазковый бугорок. Первые два членика усиков чёрные. Третий членик коричнево-красный, отходящая от него «палочка» — чёрная. Щупики на конце утолщены, чёрные или коричневые. Крылья с тёмными пятнами на поперечных жилках. Жужжальца тёмно-коричневые. Бёдра и лапки всех ног и передние голени чёрные. Голени средних и задних ног светло-коричневые. Брюшко чёрное, без пятен по бокам.
Длина личинок последних стадий развития 23—24 мм..
Куколка в период формирования желтовато-розоватого цвета, со временем темнеет. Длина тела 20—22 мм.

## Биология
Имаго летают с конца мая до середины июля. Пик численности достигается к концу первой декады июня. На юге Дальнего Востока слепни этого вида составляют 20,6—34,4 % от общей численности слепней. Самки откладывают за один раз от 155—757 яиц. В течение жизни способны сделать две, реже три кладки. Продолжительность гонотрофического цикла от 9 до 13 суток. Продложительность развития преимагинальных сдадий составляет около двух, реже трёх лет. Число возрастов личинок от семи до одиннацати.

## Распространение
Встречается на юге Приморского края в горах Сихотэ-Алиня, северо-восточном Китае, Корее и Японии на острве Хонсю.